# Spock's Beard (album)
Spock's Beard je deváté studiové album americké progresivní rockové skupiny Spock's Beard. Vydáno bylo 21. listopadu 2006 společností Inside Out Music a jeho producenty byli členové kapely Spock's Beard.

## Seznam skladeb
1. On a Perfect Day (Nick D'Virgilio, Alan Morse, Stan Ausmus, John Boegehold) – 7:46
2. Skeletons at the Feast (Dave Meros, Boegehold) – 6:33
3. Is This Love (D'Virgilio) – 2:51
4. All That's Left (Meros, Boegehold) – 4:45
5. With Your Kiss (D'Virgilio) – 11:46
6. Sometimes They Stay, Sometimes They Go (Morse, Ausmus) – 4:31
7. The Slow Crash Landing Man (Meros, Boegehold) – 5:47
8. Wherever You Stand (D'Virgilio, Ryo Okumoto) – 5:09
9. Hereafter (Okumoto, Boegehold) – 5:01
10. As Far as the Mind Can See (Meros, Boegehold) – 16:49
I. Dreaming in the Age of Answers – 4:44
II. Here's a Man – 3:28
III. They Know We Know – 3:15
IV. Stream of Unconsciousness – 5:22
11. Rearranged (D'Virgilio) – 6:07

## Obsazení
- Nick D'Virgilio – zpěv, doprovodné vokály, bicí, tympány, perkuse, kytara
- Alan Morse – kytara, doprovodné vokály, zpěv
- Ryo Okumoto – klávesy, doprovodné vokály
- Dave Meros – baskytara, basový syntezátor, sitár, doprovodné vokály